# Triazol
El triazol (Htrz) refiere tanto a un par de compuestos químicos isoméricos con la fórmula molecular C2H3N3, con cinco miembros de anillo de dos átomos de carbono y tres átomos de nitrógeno.

## Isómeros
Los dos isómeros son:
- 1,2,3-Triazol

- 1,2,4-Triazol

1H-1,2,3-Triazol
2H-1,2,3-Triazol
1H-1,2,4-Triazol
4H-1,2,4-triazol

## Derivados
El triazol droga antifúngica incluye a fluconazol, itraconazol, voriconazol, posaconazol.

Los fungicidas triazoles de protección de plantas incluyen a epoxiconazol, triadimenol, propiconazol, ciproconazol, tebuconazol, flusilazol, penconazol

## Aplicaciones
Los triazoles son compuestos con un vasto espectro de aplicaciones, variando desde materiales (polímeros), agroquímicos, farmacéuticos, químicos fotoactivos y tinturas.
El benzotriazol se usa en químicos fotográficos como un retenedor y un supresor de niebla.
El ciclohexiletiltriazol se usa ampliamente como alternativa al Cardiazol (Metrazol) en terapia de choque convulsiva en tratamientos de enfermedades mentales durante los 1940s.